# Rilza Valentim
Rilza Valentim de Almeida Pena (São Francisco do Conde, 16 de fevereiro de 1962 – Salvador, 24 de julho de 2014) foi uma professora e política brasileira, reconhecida como a primeira mulher e negra a assumir a prefeitura de São Francisco do Conde, na Bahia. Sua trajetória foi marcada pelas pautas de inclusão social, educação e identidade afro-brasileira.

## Biografia

### Formação e início da carreira
Rilza Valentim graduou-se em Química pela Universidade Federal da Bahia (UFBA). Atuou profissionalmente no Polo Petroquímico de Camaçari e foi professora de química no Instituto Federal da Bahia (IFBA) antes de ingressar na vida pública. Em 1997, assumiu a Secretaria Municipal de Educação de São Francisco do Conde. Posteriormente, foi eleita vereadora em 2000 e reeleita em 2004.

### Trajetória política
Em 2008, Rilza foi eleita prefeita de São Francisco do Conde pelo Partido dos Trabalhadores (PT), sendo reeleita em 2012. Durante sua gestão, implementou políticas públicas voltadas para a inclusão social, com ênfase na valorização da população negra.
Entre as principais iniciativas de sua administração, destaca-se o Programa de Acolhimento Social (PAS), que oferece apoio financeiro a famílias em situação de vulnerabilidade, e a cessão do prédio de uma escola-modelo para a instalação de um campus da Universidade da Integração Internacional da Lusofonia Afro-Brasileira (Unilab).
Ao longo de sua carreira, Rilza enfrentou desafios como o racismo estrutural e o machismo, tornando-se símbolo de resistência e liderança para mulheres e pessoas negras no cenário político baiano. Sua atuação visava promover justiça social e igualdade racial em um município de maioria negra.

Em entrevistas, Rilza abordou as dificuldades enfrentadas por mulheres na política. Em uma entrevista à rádio CBN em 2013, ela afirmou:

"A participação da mulher na atividade política sempre esteve limitada por ser uma atividade miudinha que parece ser frágil, quando precisa defender o que acredita... É uma questão de formação mesmo. Eu me fortaleço nas dificuldades que eu preciso vencer. As pessoas acharem que, por ser mulher, todos mandariam. É cultura machista, entendeu? Acharem que a mulher nasceu para ser dominada pelos homens, que ela, na verdade, pode até se mostrar durona, mas vai ser dominada."

## Casos de corrupção
Durante sua gestão como prefeita de São Francisco do Conde, Rilza Valentim enfrentou uma série de controvérsias e denúncias envolvendo sua administração. Apesar disso, manteve forte apoio popular e é lembrada pelas suas contribuições sociais.

### Contratação irregular de serviços de internet
Em 2014, o TCM considerou irregular a contratação direta de serviços de internet pela Prefeitura de São Francisco do Conde, uma vez que o procedimento não atendeu às exigências legais de licitação. O caso foi encaminhado ao Ministério Público para investigação e providências (TCM-BA).
Nepotismo
Em 2013, Rilza Valentim foi acusada pelo Ministério Público Estadual (MPE) de praticar nepotismo ao nomear sua irmã, Ralison Valentim de Jesus, como secretária especial de Acompanhamento de Gestão. A promotora de justiça, Karinny Guedes sustentou que havia profissionais qualificados disponíveis, tornando a nomeação ilegal. Após recomendação do MPE, Rilza exonerou sua irmã do cargo para evitar sanções judiciais. Em nota, a prefeita afirmou respeitar a decisão da Justiça e reforçou seu compromisso com a legalidade.

### Gastos com publicidade e multas
Em 2013, o TCM determinou que Rilza ressarcisse o erário em mais de R$ 1,7 milhão, referente a despesas consideradas irregulares com publicidade institucional durante o exercício de 2009. Além disso, foi aplicada uma multa de R$ 15 mil.

### Decisão judicial de perda do cargo
Em maio de 2013, a Justiça Federal determinou a perda do cargo de Rilza Valentim e a suspensão de seus direitos políticos por oito anos, em função de irregularidades na aplicação de verbas federais. A decisão também estabeleceu multa de R$ 150 mil e a proibição de contratar com o poder público por cinco anos (Conselho da Justiça Federal - CJF).
Apesar da sentença, Rilza continuou no cargo enquanto aguardava o julgamento de recursos judiciais, com sua defesa alegando que a decisão não havia transitado em julgado. Com sua morte em julho de 2014, o processo judicial foi extinto em relação a ela, conforme prevê a legislação brasileira.

### Suspeitas de desvio de verbas da saúde
Em 2012, surgiram denúncias sobre um possível esquema de desvio de verbas do Sistema Único de Saúde (SUS) em São Francisco do Conde, no qual a gestão de Rilza Valentim foi citada. O caso foi alvo de apuração por órgãos federais.

### Contas rejeitadas pelo TCM
O Tribunal de Contas dos Municípios da Bahia (TCM-BA) rejeitou as contas de Rilza Valentim relativas aos exercícios de 2011 e 2012, apontando irregularidades como gastos excessivos com locação de veículos, combustíveis, publicidade e contratações temporárias em número elevado.

### Esclarecimentos públicos
Em entrevistas, Rilza reconheceu as observações dos órgãos de controle, mas defendeu que programas como a distribuição de cestas básicas e ações sociais não deveriam ser considerados como infrações, destacando que procurava adequar sua gestão às recomendações dos tribunais.

## Vida pessoal
Era casada com Joaci de Almeida Pena, um servidor público e político baiano. Joaci exerceu diversas funções públicas, incluindo os cargos de Secretário de Administração e Infraestrutura em São Francisco do Conde, além de Secretário de Saúde em São Sebastião do Passé. O casal teve uma atuação conjunta na política local. Joaci morreu em fevereiro de 2025, vítima de um AVC.

## Morte e legado
Rilza Valentim morreu em 24 de julho de 2014, aos 52 anos, em Salvador, em decorrência de uma embolia pulmonar agravada por anemia falciforme, condição genética que a acompanhou desde a infância.
Em sua homenagem, foram criadas diversas iniciativas, como o Centro de Apoio e Acompanhamento à Pessoa com Doença Falciforme Rilza Valentim e o Complexo Escolar Rilza Valentim ambos em São Francisco do Conde.